# Godzilla tai Biollante
Godzilla tai Biollante (ゴジラvsビオランテ Gojira tai Biorante?) o Godzilla vs. Biollante es una película del género kaiju escrita y dirigida por Kazuki Ōmori, con efectos especiales de Koichi Kawakita. Producida y distribuida por Tōhō, es la decimoséptima película en la franquicia de Godzilla y la segunda de la Era Heisei. La película es protagonizada Kunihiko Mitamura, Yoshiko Tanaka, Masanobu Takashima, Megumi Odaka, Toru Minegishi, Yasuko Sawaguchi, Toshiyuki Nagashima, Yoshiko Kuga, Ryunosuke Kaneda y Kōji Takahashi.
En la película, Godzilla lucha contra un monstruo nacido de las células de una planta y una mujer, mientras las corporaciones luchan por el control de las células de Godzilla. La idea se originó en un concurso público de redacción de historias, y estableció una tendencia común a todas las películas de la era Heisei, en las que Godzilla se enfrenta a oponentes capaces de metamorfosearse en formas nuevas y progresivamente más poderosas.
Godzilla tai Biollante se estrenó en Japón el 16 de diciembre de 1989. 

## Reparto
- Kunihiko Mitamura como Kazuhito Kirishima. (桐島 一人 Kirishima Kazuhito?)
- Yoshiko Tanaka como Asuka Okochi. (大河内 明日香 Okochi Asuka?)
- Masanobu Takashima como Major Sho Kuroki. (黒木 翔 Kuroki Shō?)
- Megumi Odaka como Miki Saegusa. (三枝 未希 Saegusa Miki?)
- Kōji Takahashi como Dr. Genichiro Shiragami (白神 源壱郎 Shiragami Gen'ichirō?)
- Toru Minegishi como Col. Goro Gondo (権藤 吾郎 Gondō Gorō?)
- Toshiyuki Nagashima como Dir. Seiichi Yamamoto (山本 精一 Yamamoto Seiichi?)
- Ryunosuke Kaneda como Makoto Okochi. (大河内 誠 Okōchi Makoto?)
- Manjot Bedi como SSS9.
- Yoshiko Kuga como Keiko Owada, Chief Cabinet Secretary.
- Yasuko Sawaguchi como Erika Shiragami.
- Kazuma Matsubara como Super X II Coordinator.
- Hirohisa Nakata como Defense Minister Minoru Koyama.
- Koichi Ueda como General Hyodo.
- Kōsuke Toyohara como Super X II Controller.
- Takashi Hunt como John Lee, Bio-Major Spy.
- Derrick Homes como Michael Low, Bio-Major Spy.
- Demon Kakka como Himself.
- Abdallah Helal como Saradian Scientist.
- Aydin Yamanlar como Saradian Plant Director.
- Soleiman Mehdizadeh como Sirhan.
- Haruko Sagara como TV Reporter.
- Yuki Saito como Pop Singer.
- Beth Blatt como Susan Horne.
- Kazue Ikura como Airport PA.
- Kenpachiro Satsuma como Godzilla.
- Masashi Takegumi como Biollante.

## Producción

### Preproducción
Tomoyuki Tanaka anunció una secuela de The Return of Godzilla en 1985, pero se mostró escéptico sobre sus posibilidades, ya que la película había sido de poco beneficio financiero para Toho, y el fracaso de King Kong Lives al año siguiente lo convenció de que el público no estaba preparado para una continuación de la serie Godzilla. Él cedió después del éxito de Little Shop of Horrors, y procedió a realizar un concurso de historia pública para un posible guion. Teniendo en cuenta el éxito marginal de The Return of Godzilla en Japón, Tanaka insistió en que la historia se centre en un tema clásico de monstruo contra monstruo. Tanaka entregó las cinco entradas finalistas al director Kazuki Ōmori, a pesar de la relación inicialmente hostil de los dos; este último había responsabilizado previamente a Tanaka por la disminución de la calidad de la serie Godzilla durante la década de 1970. Ōmori eligió la entrada del dentista Shinichiro Kobayashi, quien escribió su historia con la hipotética muerte de su hija en mente.
La presentación de Kobayashi fue notable por su énfasis en los dilemas relacionados con la biotecnología en lugar de la energía nuclear, y giraba en torno a un científico que lloraba por su hija fallecida e intentaba mantener viva su alma fusionando sus genes con los de una planta. Los experimentos iniciales del científico habrían resultado en la creación de un anfibio gigante parecido a una rata llamado Deutalios, que habría aterrizado en la bahía de Tokio y sido asesinado por Godzilla. Una reportera que investigara las actividades del científico habría sufrido visiones psíquicas de plantas con caras humanoides que la obligarían a infiltrarse en el laboratorio del científico. El científico más tarde habría confesado sus intenciones, y el final habría tenido a Godzilla luchando contra un Biollante con rostro humano que lo derrota al herirle la carne con ácido.
Ōmori procedió a modificar la historia en un guion viable durante un período de tres años, utilizando su experiencia como biólogo para crear una trama plausible que involucra ingeniería genética y botánica. Para preservar el mensaje antinuclear de la serie, relacionó la creación de Biollante con el uso de células de Godzilla y reemplazó el personaje periodista de Kobayashi con Miki Saegusa. Admitió abiertamente que dirigir una película de Godzilla era secundario a su deseo de hacer una película de James Bond y, por lo tanto, agregó elementos del género de la película de espías en la trama. A diferencia del caso con películas posteriores de Godzilla, más dirigidas por comités, a Ōmori se le dio un margen considerable para escribir y dirigir la película, que el personal de Toho más tarde consideró un error que resultó en una película con un público muy reducido.

### Efectos especiales
Koichi Kawakita, que anteriormente había trabajado para Tsuburaya Productions, reemplazó a Teruyoshi Nakano como jefe de la unidad de efectos especiales de la serie después de que Toho se impresionó por su trabajo en Gunhed. Kawakita hizo uso del equipo de efectos especiales de Gunhead, Studio OX, e inicialmente quiso hacer que Godzilla fuera más animal, usando cocodrilos como referencias, pero fue reprendido por Tanaka, quien declaró que Godzilla era "un monstruo" en lugar de un animal. Kenpachiro Satsuma volvió a retratar a Godzilla, con la esperanza de mejorar su rendimiento al hacerlo menos antropomórfico que en películas anteriores. El fabricante de trajes Noboyuki Yasamaru creó un traje de Godzilla hecho específicamente teniendo en cuenta las medidas de Satsuma, a diferencia del anterior, que fue construido inicialmente para otro artista y causó molestias a Satsuma. El traje resultante de 242 libras resultó más cómodo que el anterior, con un centro de gravedad más bajo y más piernas móviles. Se construyó un segundo traje de 176 lb para escenas subacuáticas al aire libre. Se redujo el tamaño de la cabeza y se eliminó el blanco alrededor de los ojos. Siguiendo el consejo del finalista de la historia Shinichiro Kobayashi, se incorporó una doble hilera de dientes en las mandíbulas. Al igual que con la película anterior, se usaron modelos animatrónicos para tomas de primer plano. Estos modelos fueron una mejora con respecto a la última vez, ya que estaban hechos de los mismos moldes utilizados para el traje principal e incluían una lengua articulada y un movimiento ocular intrincado. Las placas dorsales del traje estaban llenas de bombillas para escenas en las que Godzilla usa su rayo atómico, disminuyendo así la dependencia de la animación óptica, aunque electrocutaron a Satsuma la primera vez que se activaron. Satsuma también se vio obligado a usar gafas protectoras cuando estaba en el traje durante las escenas en las que Godzilla lucha contra el JSDF, ya que se usaron explosivos reales en el set.
El diseño y la construcción de los accesorios de Biollante resultaron problemáticos, ya que las técnicas tradicionales de suitmation dificultaron la realización del diseño solicitado de la primera forma de la criatura, y el engorroso modelo resultante para la forma final de Biollante se encontró con la incredulidad del equipo de efectos especiales. La primera forma de Biollante fue realizada por Masao Takegami, quien se sentó dentro del área del tronco del modelo en una plataforma justo por encima del nivel del agua. Si bien los movimientos de la cabeza de la criatura eran simples de operar, sus vides estaban controladas por una intrincada serie de cables aéreos que resultaron difíciles de reaccionar para Satsuma durante las escenas de combate, ya que no ofrecían tensión, lo que garantizaba que Satsuma fingiera recibir golpes de ellos, a pesar de que no ser capaz de percibirlos La forma final de Biollante fue aún más difícil de operar, ya que su red de vides tardó horas en instalarse en el set. La visibilidad tanto en Godzilla como en la forma final de los trajes de Biollante era pobre, lo que causó dificultades para Takegami al apuntar la cabeza de la criatura al disparar savia, que manchó permanentemente cualquier cosa sobre la que aterrizó.
Si bien inicialmente se decidió incorporar animación de stop motion en la película, las secuencias resultantes se descartaron, ya que Kawakita sintió que no lograron mezclarse con el metraje de acción en vivo de manera efectiva. Sin embargo, la película se convirtió en la primera de su tipo en usar CGI, aunque su uso se limitó a escenas que involucraban esquemas generados por computadora. El corte original de la película tuvo la primera batalla que culminó con las esporas de Biollante cayendo alrededor de las colinas que rodean el lago Ashino y floreciendo en campos de flores, aunque esto se eliminó ya que las flores estaban fuera de escala.

### Música
A diferencia de la película anterior, Godzilla vs. Biollante incorpora partes del tema original de Gojira de Akira Ifukube, aunque la mayoría de la banda sonora estaba compuesta por temas originales de Koichi Sugiyama. La banda sonora fue orquestada por el director David Howell a través de la Filarmónica de Kansai, aunque Howell nunca había visto la película y, por lo tanto, se dejó interpretar en qué consistirían las escenas al dirigir la orquesta.